# Liste der Baudenkmale in Garrel
In der Liste der Baudenkmale in Garrel sind alle Baudenkmale der niedersächsischen Gemeinde Garrel aufgelistet. Die Quelle der Baudenkmale ist der Denkmalatlas Niedersachsen. Der Stand der Liste ist der 13. Mai 2020.

## Allgemein
In den Spalten befinden sich folgende Informationen:
- Lage: die Adresse des Baudenkmales und die geographischen Koordinaten. Kartenansicht, um Koordinaten zu setzen. In der Kartenansicht sind Baudenkmale ohne Koordinaten mit einem roten Marker dargestellt und können in der Karte gesetzt werden. Baudenkmale ohne Bild sind mit einem blauen Marker gekennzeichnet, Baudenkmale mit Bild mit einem grünen Marker.
- Bezeichnung: Bezeichnung des Baudenkmales
- Beschreibung: die Beschreibung des Baudenkmales. Unter § 3 Abs. 2 NDSchG werden Einzeldenkmale und unter § 3 Abs. 3 NDSchG Gruppen baulicher Anlagen und deren Bestandteile ausgewiesen.
- ID: die Objekt-ID des Baudenkmales
- Bild: ein Bild des Baudenkmales, ggf. zusätzlich mit einem Link zu weiteren Fotos des Baudenkmals im Medienarchiv Wikimedia Commons. Wenn man auf das Kamerasymbol klickt, können Fotos zu Baudenkmalen aus dieser Liste hochgeladen werden:

## Garrel

### Einzeldenkmale
| Lage                                                | Bezeichnung    | Beschreibung | ID       | Bild           |
| --------------------------------------------------- | -------------- | --- | -------- | -------------- |
| Am Friedhof 8 52° 57′ 30″ N, 8° 1′ 10″ O            | Kirche         | 1950 bis 1951 erbaute evangelische Notkirche mit Holzbinderkonstruktion und Asbestverkleidung. Die Notkirche entspricht dem von Otto Bartning entworfenen Typ D. 2009 fand eine Translozierung vom ursprünglichen Standort Auf'm Halskamp 39 statt.                         | 34789009 |                |
| Thüler Straße 6 52° 57′ 26″ N, 8° 0′ 49″ O          | Scheune        | Als Fachwerkbau mit Ziegelausfachung errichtete Querdurchfahrtsscheune unter einem Satteldach mit beidseitigen Steckwalmen. | 34789093 | BW             |
| Alte Dorfstraße 52° 57′ 27″ N, 8° 1′ 11″ O          | Kapelle        | 1950 von der Landjugend Garrel als Gedächtniskapelle für die Opfer der beiden Weltkriege erbaut. | 34788980 | BW             |
| Bundesstraße 72 (km 10) 52° 54′ 55″ N, 7° 57′ 33″ O | Kilometerstein | Massiver Monolith an der historischen oldenburgischen Chaussee Cloppenburg-Friesoythe mit quadratischem Querschnitt, parallelen vertikalen Kanten und segmentbogenförmig gewölbtem Kopf.                                                                                    | 34789119 | BW             |
| Hauptstraße 46 52° 57′ 22″ N, 8° 1′ 24″ O           | Kirche         | Die Kirche St. Peter und Paul wurde 1869 bis 1871 von Johann Bernhard Hensel errichtet. sie ist eine neugotische, dreischiffige katholische Backstein-Hallenkirche mit vorgelagertem Ostturm und ehemaligen Westchor. Sie wurde 1965 von G. Rohling umgebaut und erweitert. | 34789064 | Weitere Bilder |

## Beverbruch

### Gruppe: Beverbruch, St. Josef
Die Gruppe „Beverbruch, St. Josef“ hat keine ID im Denkmalatlas.

| Lage                                                | Bezeichnung | Beschreibung | ID       | Bild           |
| --------------------------------------------------- | ----------- | --- | -------- | -------------- |
| Beverbruchener Damm 37 52° 57′ 0″ N, 8° 6′ 10″ O    | Kirche      | 1924 bis 1925 errichtete Kapelle, die 1953 erweitert wurde. Der Turm wurde 1962 angebaut.                       | 34788825 | Weitere Bilder |
| Großenknetener Straße 11a 52° 57′ 1″ N, 8° 6′ 20″ O | Kreuzweg    | Auf dem 1947 angelegten Friedhof der Kirchgemeinde St. Josef wurde 1956 ein Kreuzweg mit 14 Stationen angelegt. | 34788855 | BW             |

### Gruppe: Beverbruch, Hofanlage
Die Gruppe „Beverbruch, Hofanlage“ hat die ID 34724813.

| Lage                                  | Bezeichnung                                             | Beschreibung                                       | ID       | Bild |
| ------------------------------------- | ------------------------------------------------------- | -------------------------------------------------- | -------- | ---- |
| Hirschweg 3 52° 56′ 36″ N, 8° 7′ 6″ O | Wohn-/Wirtschaftsgebäude mit Baumbestand (ID: 34789435) | Mitte des 19. Jahrhunderts errichtetes Hallenhaus. | 34788881 | BW   |
| Hirschweg 3 52° 56′ 35″ N, 8° 7′ 7″ O | Scheune                                                 | Querscheune                                        | 34788908 | BW   |
| Hirschweg 3 52° 56′ 37″ N, 8° 7′ 2″ O | Scheune                                                 | Querscheune                                        | 34788931 | BW   |

## Falkenberg

### Einzeldenkmale
| Lage                                      | Bezeichnung | Beschreibung | ID       | Bild |
| ----------------------------------------- | ----------- | --- | -------- | ---- |
| Lindenallee 6 52° 55′ 24″ N, 7° 59′ 51″ O | Kirche      | 1959 vom Architekten Kruse errichtete katholische Backsteinkirche St. Maria Königin unter einem Satteldach mit Dachreiter | 34788954 | BW   |

## Nikolausdorf

### Einzeldenkmale
| Lage                                        | Bezeichnung | Beschreibung | ID       | Bild           |
| ------------------------------------------- | ----------- | --- | -------- | -------------- |
| Nikolausstraße 10 52° 59′ 5″ N, 8° 5′ 21″ O | Kirche      | 1920 bis 1921 vom Architekten Preese errichtete katholische Herz-Jesu-Kirche. Der Turm wurde 1949/1950 angebaut. Hochaltar von 1752 aus der Kirche von Goldenstedt. | 34789143 | Weitere Bilder |

## Varrelbusch

### Gruppe: Varrelbusch, St. Marien
Die Gruppe „Varrelbusch, St. Marien“ hat die ID 34724766.

| Lage                                    | Bezeichnung | Beschreibung                                                                                        | ID       | Bild |
| --------------------------------------- | ----------- | --------------------------------------------------------------------------------------------------- | -------- | ---- |
| Pämerhauk 43 52° 53′ 31″ N, 8° 0′ 17″ O | Kirche      | 1935 errichteter Backsteinbau unter einem steilen Satteldach mit Dachreiter.                        | 34789215 | BW   |
| Pämerhauk 44 52° 53′ 31″ N, 8° 0′ 13″ O | Friedhof    | Von Josef Hempelmann 1943 gestalteter Waldfriedhof. Die Friedhofskapelle wurde 1967/1968 errichtet. | 34789243 | BW   |